# HMS Eagle (R05)
HMS Eagle (R05) là một tàu sân bay hạm đội của Hải quân Hoàng gia Anh Quốc, đã phục vụ từ năm 1951 đến năm 1972. Cùng với con tàu chị em HMS Ark Royal, nó là một trong số hai tàu sân bay Anh Quốc lớn nhất từng được chế tạo.

## Thiết kế và chế tạo
Như là một phần trong chương trình xây dựng lực lượng của Hải quân Hoàng gia vào giai đoạn diễn ra Chiến tranh Thế giới thứ hai, Eagle được đặt lườn vào năm 1942 tại xưởng đóng tàu của hãng Harland and Wolff ở Belfast dưới tên gọi ban đầu là Audacious, là một trong số bốn chiếc thuộc lớp tàu sân bay Audacious, vốn còn bao gồm HMS Africa (D06), HMS Ark Royal (R09) và HMS Eagle (94). Tuy nhiên, khi chiến tranh kết thúc, việc chế tạo Africa và Eagle bị hủy bỏ, và công việc trên hai chiếc còn lại bị tạm ngưng. Khi hạ thủy vào tháng 3 năm 1946, nó được đổi tên thành Eagle, trở thành chiếc tàu thứ mười lăm của Hải quân Hoàng gia mang cái tên này, sau khi kế hoạch chế tạo chiếc Eagle cùng lớp Audacious bị hủy bỏ.
Một số thay đổi đã được áp dụng vào trong thiết kế, cho dù Eagle được hạ thủy quá sớm để có thể trang bị một sàn đáp chéo góc, và con tàu được đưa ra hoạt động vào tháng 10 năm 1951. Một năm sau đó, nó tham gia cuộc tập trận hải quân lớn đầu tiên của Khối NATO, Chiến dịch Mainbrace.

## Lịch sử hoạt động
Một kiểu sàn đáp chéo góc "trung gian" nghiêng 5,5° được trang bị vào năm 1954-1955 cùng với một hệ thốg gương hỗ trợ hạ cánh, nhưng nó giữ lại hai máy phóng thủy lực phía trước vì chúng vừa đủ cho những máy bay hải quân tương đối nhẹ đang phục vụ vào lúc đó. Hoạt động tác chiến đầu tiên của nó là vào năm 1956, khi nó can dự vào vụ Khủng hoảng kênh đào Suez. Máy bay được trang bị vào thời kỳ này bao gồm Westland Wyvern, Douglas Skyraider, Armstrong Whitworth Sea Hawk và de Havilland Sea Venom.

### Tái cấu trúc
Bộ Hải quân Anh thoạt tiên có kế hoạch tái cấu toàn bộ lại Eagle ngang tầm như của HMS Victorious, nhưng do chi phí cao việc này bị hủy bỏ. Thay vào đó Eagle được hiện đại hóa một cách tiết kiệm hơn, nhưng vẫn khá rộng rãi. Các thay đổi bao gồm việc cải tiến lớn chỗ nghỉ ngơi, bao gồm việc trang bị máy điều hòa không khí. Đảo cấu trúc thượng tầng được chế tạo mới hoàn toàn, và được trang bị radar 3D Kiểu 984. Sàn đáp được cải tiến bao gồm lớp vỏ giáp dày 63 mm (2½ inch) và chéo một góc 8,5°, hai máy phóng hơi nước BS5 mới, hành trình 46 m (151 ft) bên mạn trái phía trước và hành trình 60,7 m (199 ft) ở giữa tàu, các hệ thống dây hãm DAX I và gương hỗ trợ hạ cánh. Đồng thời, hệ thống điện một chiều được đại tu, và trang bị thêm máy phát điện xoay chiều để cung cấp thêm năng lượng. Các khẩu pháo phòng không của Eagle cũng được thay thế bằng hệ thống tên lửa Sea Cat, mặc dù bốn tháp pháo 112 mm (4,5 inch) phía đuôi được giữ lại. Tất cả hệ thống động lực và thiết bị của Eagle được đại tu toàn bộ. Ước tính kinh phí cho việc tái trang bị này là 11 triệu Bảng Anh, dù sao vẫn rẻ hơn ba lần so với việc đóng mới hoàn toàn một tàu sân bay; người ta hy vọng rằng đợt tái trang bị này cho phép Eagle có thể hoạt động cho đến đầu những năm 1980. Chi phí cuối cùng sau năm năm tân trang là gần 30 triệu Bảng Anh.
Vào năm 1959 Eagle đi vào ụ tàu Devonport bắt đầu đợt cải biến rộng rãi này. Đến năm 1964 công việc cải biến hoàn tất, cho dù chi phí gia tăng đáng kể so với dự tính ban đầu; cũng vì lý do này, kế hoạch trang bị một sàn đáp bọc thép mới bị hủy bỏ. Trọng lượng choán nước tiêu chuẩn tăng lên khoảng 44.000 tấn, và khi đầy tải là 50.786 tấn, khiến cho Eagle trở thành tàu sân bay lớn nhất, có khả năng nhất của Hải quân Hoàng gia. Việc tái trang bị được dự định nhằm kéo dài quãng đời phục vụ của nó thêm hai mươi năm nữa, cho đến giữa những năm 1980 nếu cần thiết. Giờ đây Eagle có thể hoạt động cùng các kiểu máy bay Blackburn Buccaneer, de Havilland Sea Vixen, Supermarine Scimitar và Fairey Gannet; nó cũng mang theo máy bay trực thăng Sea King.

### Tái trang bị
Vào đầu năm 1966 Eagle được tái trang bị một lần nữa tại Devonport, được trang bị một dây hãm kiểu DAX II ở vị trí số 3 (các dây khác vẫn là kiểu DAX I). Nó hoạt động trở lại vào năm 1967. Nó thoạt tiên được dự định sẽ trải qua một đợt tái trang bị khác, cho phép nó hoạt động thuận tiện cùng với kiểu máy bay McDonnell Douglas Phantom, vốn đã được thử nghiệm thành công với Eagle. Hai máy phóng BS5 được gắn trong đợt tái trang bị 1959-1964 đã đủ mạnh để có thể phóng những chiếc F-4 đầy tải, nhưng những phiến làm lệch hướng luồng phản lực (JBD: Jet Blast Deflector) vẫn còn là kiểu tấm thép cũ, trong khi luồng hơi nóng thoát ra từ động cơ Rolls Royce Spey của chiếc Phantom đòi hỏi phải có những phiến chắn làm mát bằng nước. Cũng có kế hoạch lắp thiết bị thu hồi đế phóng như một biện pháp tiết kiệm chi phí, vì đế phóng sẽ bị mất chỉ sau một lần phóng duy nhất. Trong các cuộc thử nghiệm cùng với phiên bản máy bay Phantom FG1, bao gồm ba chiếc mới được chuyển giao để hoạt động cùng Phi đội 700P, máy phóng với hành trình dài hơn đã được sử dụng, và một tấm thép dày được bắt vào sàn tàu để hấp thu sức nóng thoát ra từ buồng đốt sau của chiếc Phantom. Những phiến JBD đã không được sử dụng vì chúng sẽ bị hư hại, và sau mỗi lần phóng phải phun nước để làm nguội lên tấm thép chắn, vốn đã bị động cơ phản lực nung nóng đến sáng rực, trước khi có thể đưa chiếc máy bay tiếp theo vào bệ phóng.
Kế hoạch để nâng cấp Eagle toàn bộ bị hủy bỏ vào năm 1968 cho dù chỉ tốn kém khoảng 5 triệu Bảng Anh so với 32 triệu Bảng Anh phải chi tiêu cho chiếc Ark Royal, vốn đang ở trong tình trạng vật chất tệ hại hơn so với Eagle. Trong tổng số 48 chiếc Phantom FG1 được đặt hàng cho Không lực Hải quân Hoàng gia, 20 chiếc được chuyển hướng đến Phi đội 43 Không quân Hoàng gia Anh, cho dù một số chiếc được Hải quân mượn trở lại để trang bị cho Phi đội Không lực Hải quân 767, hoạt động trong vai trò huấn luyện bay Phantom FG1 cho cả các đội bay Phantom của Không quân và Hải quân, cho đến khi đượcgiải thể vào năm 1972.

### Ngừng hoạt động
Vào năm 1966, chính phủ quyết định loại bỏ các tàu sân bay mang máy bay cánh cố định khỏi Hải quân Hoàng gia. Trước đó tàu sân bay Centaur đã bị bỏ không và được sử dụng như một tàu nghỉ ngơi, rồi không lâu sau đó Victorious bị tháo dỡ sớm sau một sự cố hỏa hoạn nhỏ; số phận của Eagle được đếm từng ngày. Cho dù là chiếc tàu sân bay hiện đại nhất của Hải quân Hoàng gia, ở trong tình trạng vật chất hoàn hảo, và có thể phục vụ thêm 10 năm nữa, Eagle được cho ngừng hoạt động vào tháng 1 năm 1972 tại Portsmouth. Nhiều người trong Hải quân Hoàng gia tin rằng nó nên được giữ lại, và Ark Royal phải được cho ngừng hoạt động thay thế.
Eagle được cho tháo dỡ các thiết bị có thể tái sử dụng, chủ yếu là các hệ thống radar và hệ thống tên lửa, rồi nó được cho kéo đến Devonport, nơi nó được đặt trong tình trạng dự bị và thả neo tại một đoạn trên sông Tamar được gọi là Hamoaze. Vào năm 1974, nó được kéo rời khỏi nơi neo đậu, đi ngược dòng sông đến cầu tàu số 10 của Xưởng tàu Devonport, nơi nó được tiếp tục tháo dỡ các bộ phận cần thiết dành cho Ark Royal, trước khi được kéo trở lại vị trí neo đậu. Cho đến năm 1976 nó chính thức vẫn ở trong tình trạng dự bị, nhưng đã bị tháo dỡ như là nguồn phụ tùng thay thế cho Ark Royal. Cuối cùng Eagle được cho bán để tháo dỡ, và vào tháng 10 năm 1978 được kéo từ Devonport đến Cairnryan gần Stranraer thuộc Scotland để tháo dỡ, để lại chỗ neo đậu cho tàu chị em với mình. Eagle hoàn tất việc tháo dỡ đúng vào lúc mà Ark Royal đi đến Cairnryan vào tháng 11 năm 1980. Một trong các mỏ neo của nó được đặt bên ngoài Bảo tàng Không lực Hải quân Hoàng gia, cùng với chiếc mỏ neo của Ark Royal, tại Căn cứ Không lực Hải quân Hoàng gia Yeovilton.